# Romagnano (famiglia)
I Romagnano sono stati una delle più antiche e importanti famiglie feudali del Piemonte.

## Storia
I Romagnano furono un ramo secondario dell'illustre e antichissima famiglia degli Arduinici, in cui prevalse la linea di Olderico Manfredi. Dapprima ebbero parte con il ramo principale della casa nella marca di Torino, ma gradualmente i Romagnano ne furono estromessi, conservando tuttavia numerosi feudi e allodii in Piemonte: Carignano, Casalgrasso, Frossasco, Pancalieri, Pollenzo, Revigliasco, Santa Vittoria d'Alba, Virle e altri nel Biellese, nel Vercellese e nel Novarese. 
L'origine del nome secondo alcuni deriva da uno dei loro feudi nel Novarese; altri indicano invece un castello non più esistente situato vicino a Chieri, feudo più antico di questa casa. 
A sua volta la famiglia era divisa in diversi rami, di cui i principali furono quelli di Carignano e di Virle; un altro ramo, conosciuto col soprannome di Bot, risiedeva a Pinerolo: Michele Bot fu abate dell'arte della lana a Pinerolo alla fine del XVI secolo. 
Risiedettero a Carignano e successivamente a Torino, nella Casa dei Romagnano. Furono proprietari di numerose residenze, fra cui il Castello di Pollenzo.
I signori, poi marchesi di Virle, si estinsero nel 1839 con Cesare, che adottò Nicanore Provana del Sabbione: il titolo di marchesi di Virle passò quindi a questa famiglia.

## Titoli

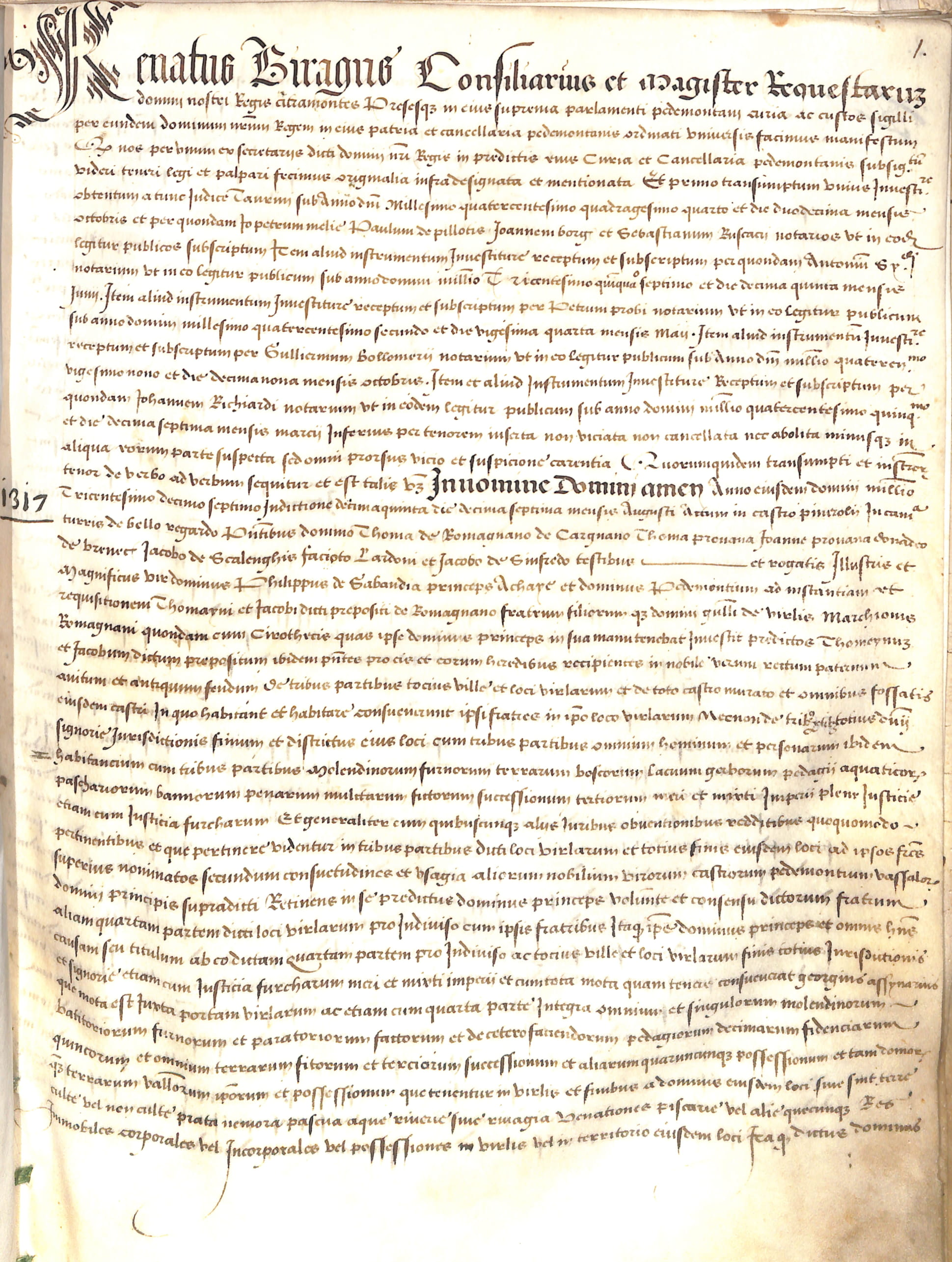
Infeudazione di Virle

- Marchesi di Romagnano (circa 973);
- Marchesi di Virle (1772);
- Conti di Pollenzo;
- Signori di Castel Reinero (1163);
- Signori di Cavallirio;
- Signori di Cercenasco;
- Signori di Ceresole[2]
- Signori di Corneliano;
- Signori di Frossasco (1163);
- Signori di Lombriasco;
- Signori di Revigliasco (1163);
- Signori di Roccasterone;
- Signori di Rossana[3]
- Signori di Santa Vittoria;
- Signori di Torrazza;
- Signori di Verolengo;
- Signori di Vinovo;
- Consignori di Avigliana;
- Consignori di Barge;
- Consignori di Borgo Cornalese;
- Consignori di Carignano (1029);
- Consignori di Carmagnola;
- Consignori di Casalgrasso;
- Consignori di Cavallerleone;
- Consignori di Ceretto;
- Consignori di Cervere;
- Consignori di Cossano Belbo;
- Consignori di Cumiana;
- Consignori di Faule;
- Consignori di Gerbola;
- Consignori di Lanzo (1026);
- Consignori di Macello;
- Consignori di Marene;
- Consignori di Pancalieri;
- Consignori di Piossasco;
- Consignori di San Sebastiano;
- Consignori di Susa;
- Consignori di Vigone.

## Stemma

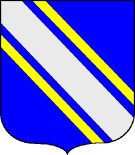

D'azzurro, alla banda d'argento, accostata da due filetti, d'oro.
Motto: EN UN.
I conti di Pollenzo adottarono lo stemma:
Inquartato, al 1° e 4° d'azzurro, alla banda d'argento, accostata da due filetti, d'oro; al 2° e 3° d'oro, all'aquila di nero.
e anche:
Inquartato, al 1° e 4° di rosso alla banda d'argento accostata da due filetti d'oro; al 2° e 3° fusato d'argento e di rosso, all'aquila di nero, attraversante sul fusato,

## Membri illustri
- Antonio, conte di Pollenzo e di Santa Vittoria, fu nominato dal duca Lodovico cancelliere di Savoia, nel 1449 si dimise dalla carica per volere di Amedeo VIII, ma poi fu reintegrato;
- Aimone, vescovo di Torino dal 1411 al 1438;
- Lodovico, vescovo di Torino dal 1438 al 1468;
- Amedeo, protonotario apostolico, consigliere dei duchi di Savoia, e vescovo di Mondovì dal 1497 al 1509, nonché cancelliere di Savoia;
- Brianzo, consigliere ducale, morto nel 1509;
- Francesco Romagnano di Virle, sindaco di Torino nel 1726, nel 1753 e nel 1768;
- Cesare Romagnano di Virle, sindaco di Torino nel 1825 e nel 1844.
- Numerosi sindaci di Carignano: Filippo nel 1435; Giovanni Ursino nel 1460 e 1475; Lucio nel 1479; Remigio nel 1513, 1553 e 1557.